# The Loft
El Loft es un thriller erótico de 2014 dirigida por Erik Van Looy. Es una adaptación del filme belga-holandés de 2008 Loft, el cual Van Looy también dirigió. El guion fue escrito por Bart De Pauw y adaptado por Wesley Strick. Protagonizando Karl Urban, James Marsden y Wentworth Miller, también presenta a Matthias Schoenaerts quién repite su papel de la película original.
La película fue filmada en el verano boreal del 2011, pero el estreno estuvo retrasado por un cambio en el distribuidor de película. Dark Castle Entertainment originalmente adquirió los derechos de distribución de los EE. UU., como hicieron con Splice, con la intención de estrenar la película a través de Warner Bros. Cuando Joel Silver se cambió a Estudios Universales,  tomó Dark Castle, y la película con él. Universal planeó liberar la película el 29 de agosto del 2014, pero el estudio priorizó el lanzamiento de Legendary Pictures' As Above, So'. Universal y Dark Castle dejaron la película, la cual fue entonces recogida por Open Road Films, quién la liberó el 30 de enero del 2015.

## Trama
Cinco hombres casados comparten la propiedad de un loft, el cual utilizan para sus encuentros con sus respectivas amantes. Cuándo una mujer asesinada es encontrada en el loft, los hombres comienzan a sospechar uno del otro de haber cometido el crimen, ya que son los únicos con llaves . A través de flashbacks y escenas del presente, la historia se desentraña.
- Vincent Stevens (Karl Urban): arquitecto y diseñador del edificio donde el loft está situado; casado con Barbara (Valerie Cruz) y tiene niños; él inicialmente sugiere a los cinco el uso del loft como oasis privado. El resto de los hombres quieren que sea el acusado del asesinato.
- Dr. Chris Vanowen (James Marsden): psiquiatra casado con Allison (Rhona Mitra), medio-hermano de Philip. Chris y Philip tienen una medio-hermana, Zoe (Madison Burge). Es el más reticente de los hombres a la idea y el último en aceptar la idea del loft. Chris finalmente lo hace porque está atraído por Ann (Rachael Taylor), quien finalmente se convierte en su amante. Ella le dice a Chris que no se enamore porque es una prostituta pero él le da su llave como prueba de que no utiliza el loft con otras mujeres.
- Luke Seacord (Wentworth Miller): casado con Ellie (Elaine Cassidy) quien es una diabética insulina-dependiente. Él descubre el cuerpo e inicialmente a llama Vincent y a los otros. La policía más tarde insinúa que está atraído por Vincent. También graba las actividades del loft sin el conocimiento de nadie.
- Marty Landry (Eric Stonestreet): casado con Mimi (Kali Rocha); un lujurioso bebedor empedernido. Él y Mimi se separan cuando una mujer con la que se acostó en un viaje de negocios aparece en su casa.
- Philip Williams (Matthias Schoenaerts): medio hermano de Chris ya que tienen la misma madre; recientemente casado con Vicky (Margarita Levieva), hija única de un rico desarrollador de propiedades, quien es también su jefe. Es un consumidor de drogas que creció en un hogar disfuncional con su padre abusivo; muy protector con su hermana más joven Zoe, y advierte a los otros hombres que no tengan sexo con ella.

La víctima del asesinato es Sarah Deakins (Isabel Lucas): Vincent, Luke y Marty la conocen en un bar; tanto Vincent como Luke se sienten atraídos por ella, pero ella se conecta con Vincent y se encariña con él. En una fiesta a la que ambos asisten, Sarah amenazó con contarle a la esposa de Vincent sobre el romance como una forma de romper con ellos, pero Luke la disuadió de ello. Aparentemente, intenta suicidarse en el loft, tomando pastillas con champán. Luke la descubre, quien llama a Chris, Marty y Philip y les muestra una nota para Vincent. La nota decía "Nos vemos en la próxima vida"; Esta nota fue tomada del desván por Chris.
Los hombres fueron motivados para tenderle una trampa a Vincent por Luke, quien les mostró DVDs de Vincent teniendo sexo con la esposa de Marty, Mimi; La prostituta de Chris, Ann (a quien Vincent le había pagado para permitir que Chris la sedujera, para que él tomara una llave y usara el loft), y Zoe, la hermana menor de Philip y Chris. Tres de los hombres se van para preparar sus coartadas, y Philip se queda en el desván para organizar la escena. Toma un poco de cocaína y corta las muñecas de Sarah, usando su dedo ensangrentado para escribir una frase en latín similar a la de su nota de suicidio. Luego, esposa la mano derecha de Sarah a la cama.
En el transcurso de la película, mientras los cinco hombres discuten qué hacer con el cuerpo, Luke, Chris, Marty y Philip drogan a Vincent, lo desnudan y lo esposan al cuerpo en la cama. Antes de que Vincent se desmaye por completo, Chris le cuenta sobre el suicidio de Sarah y el contenido de su nota. Mientras es interrogado por la policía, Vincent les informa sobre el montaje, pero no le creen, ya que las únicas huellas encontradas fueron las de Vincent y Sarah. También tienen los DVD de sus hazañas sexuales, excepto los de Mimi, Ann y Zoe; no le creerán que Luke hizo los videos y que no se encontraron los DVD de los otros hombres. La policía también menciona que los cuatro hombres tienen coartadas para esa mañana: Chris y Luke fueron vistos juntos desayunando, Marty estaba en su oficina, Philip fue coartada por su suegro (quien fue chantajeado con información sobre su propio engaño, Philip la tenía porque sabía que Vincent usó esa misma información para chantajear a su suegro y darle un contrato en un proyecto).
Liberando a Chris del interrogatorio, la detective Huggins (Kristin Lehman) le dice que Vincent ha sido arrestado por asesinato; se sorprende porque pensó que Vincent solo estaría implicado en el suicidio de Sarah. El detective afirma además que las píldoras no mataron a Sarah, que sus cortes en la muñeca no fueron autoinfligidos, las huellas en el cuchillo eran de Vincent y no encontraron una nota de suicidio. El sorprendido Chris agradece a Huggins y se va. Fuera de la estación de policía, busca en el bolsillo de su chaqueta, solo para descubrir que la nota de suicidio que Luke le dio ya no está. Luego camina hacia el desván y se enfrenta a Luke sobre la nota que falta. Después de negar inicialmente que lo tenía, Luke lleva a Chris a la nota, que estaba en la basura. Chris mira la nota y se pregunta por qué Luke se desharía de la única evidencia del intento de suicidio, especulando que Luke, no Sarah, era el autor de la nota. Luke luego le cuenta a Chris todo; incriminó a Vincent, porque se sentía atraído por Sarah, y sintió que Vincent se interponía entre él y Sarah.
Se observa que Luke había ido tras Sarah la noche en que casi le contó a la esposa de Vincent sobre el asunto. Le dijo que Vincent la estaba usando y que no valía la pena, y que él podía tratarla mejor. Ella lo rechaza, diciendo que no siente nada por él. Herido, Luke se da vuelta y descubre que su esposa lo vio hablando con Sarah. Cuando Sarah volvió a visitar a Vincent en el loft, Luke apareció y drogó a Sarah, tratando de matarla, por "amor", con una sobredosis de insulina. Luego escenificó el suicidio con las pastillas, la botella de champán y la nota de suicidio . Chris luego le dice que Vincent está siendo acusado de asesinato ya que Sarah no estaba muerta cuando la dejaron con Philip. Luke luego afirma que técnicamente fue Philip quien mató a Sarah y que arreglará la situación. Cuando Chris dice que no sigan con la puesta en escena, Luke saca un cuchillo de cocina y lo amenaza. Se pueden escuchar las sirenas y Chris dice que llamó a la policía, les contó todo y que se acabó. Él y Luke luchan, y él le quita el cuchillo a Luke. Luke le dice a Chris que le diga a Ellie y a sus hijos que lo siente; luego salta desde el balcón del desván, matándose.
Seis meses después, Mimi y Marty se reconcilian, Philip enfrenta un juicio por homicidio involuntario y Chris se divorcia y comparte la custodia de sus hijos. Se encuentra con Ann después de salir de un bar, y ella le pregunta si necesita la llave del desván que le había dado para que se reúnan. Chris menciona que la llave no funcionaría ya que Vincent ahora vive en el loft, ya que fue lo único que le dejó su esposa después de su divorcio. Chris menciona que escuchó que Ann dejó al concejal de la ciudad, uno de sus clientes, como prostituta, y ella responde que él no es lo único a lo que renunció, lo que implica que ya no está en esa línea de trabajo. Ann le pregunta a Chris si le gustaría tomar una taza de café con ella mientras la escena se desvanece.

## Reparto
- Karl Urban como Vincent Stevens
- Wentworth Miller como Luke Seacord
- James Marsden como Chris Vanowen
- Eric Stonestreet como Marty Landry
- Matthias Schoenaerts como Philip Williams
- Rhona Mitra como Allison Vanowen
- Rachael Taylor como Ann Morris
- Isabel Lucas como Sarah Deakins
- Valerie Cruz como Barbara Stevens
- Elaine Cassidy como Ellie Seacord
- Kali Rocha como Mimi Landry
- Margarita Levieva como Vicky Fry
- Madison Burge como Zoe Trauner
- Kristin Lehman como Detective Huggins
- Robert Wisdom como Detective Cohagan
- Ric Reitz como Joel Kotkin
- Graham Beckel como Hiram Fry
- Kathy Deitch como Dana

## Producción
El 6 de junio del 2011, comenzó a rodarse la fotografía principal en Nueva Orleans. Después de que unas cuantas semanas, la filmación se movió a estudios en Bruselas (Bélgica). La producción concluyó  el 27 de julio de 2011.

## Estreno
Después de varios retrasos, Open Road finalmente estrenó El Loft el 30 de enero  de 2015 en los Estados Unidos, en un total de 1.841 pantallas.

## Recepción

### Recaudación
El Loft recaudó $6 millones en los Estados Unidos y $5 millones en el extranjero para un totales de $11 millones.